# Roberta Close
Roberta Close, född 1964, är en brasiliansk modell, skådespelare och tv-personlighet. Hon är en av pionjärerna för transfemininitet då hon bland annat var den första transpersonen som medverkade i tidningen Playboy.  Close har därtill medverkat i tidningen Vouge.

## Filmografi
- 1984: Big Close
- 1987: Uma Vez por Semana
- 1987: No Rio Vale Tudo
- 1990: O Escorpião Escarlate
- 1997: Mandacaru
- 1999: O Lobo da Madrugada
- 1999: Performance
- 2000: Zorra Total
- 2000: De Noite na Cama
- 2002: Kinky Gerlinky